# 1972 Stock (métro de Londres)
Le 1972 Stock est un type de rame produit entre 1972 et 1974 par Metro-Cammell utilisé actuellement sur la Bakerloo line du métro de Londres. C'est le plus ancien matériel encore en service du métro de Londres.

## Caractéristiques
Utilisé sur Bakerloo line

## Remplacement
Depuis le retrait du 1967 Stock en 2011, il s'agit du plus vieux métro circulant à Londres. Son remplacement sera effectué vers le milieu des années 2020 par un nouveau matériel conceptuel, dénommé provisoirement New Tube for London.